# Amy B.H. Greenwell Ethnobotanical Garden

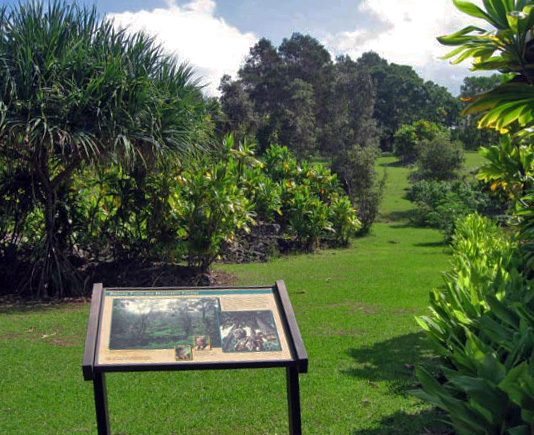
Amy B.H. Greenwell Ethnobotanical Garden

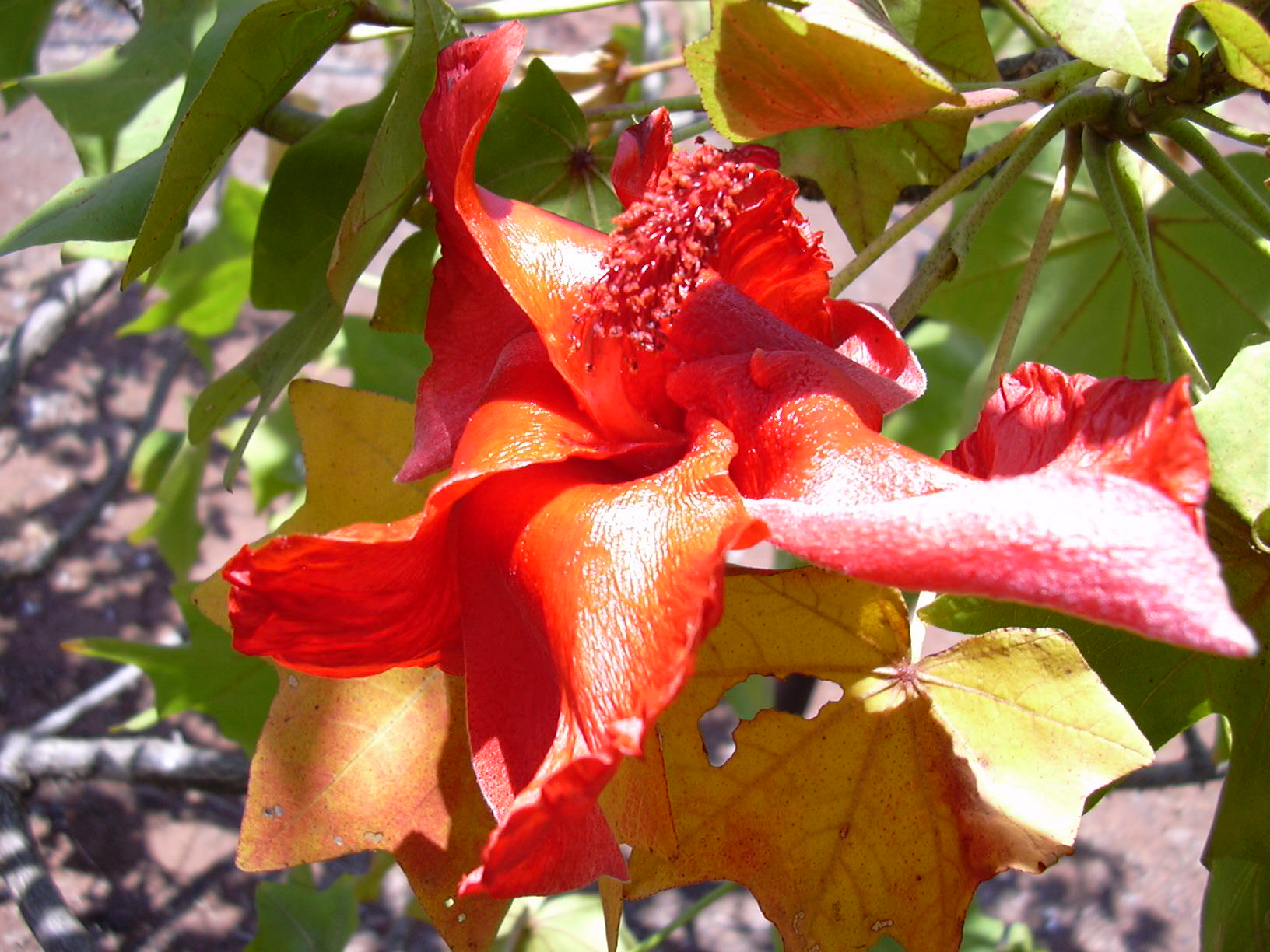
Kokia cookei, een endemische plant uit de tuin

De Amy B.H. Greenwell Ethnobotanical Garden is een botanische tuin in Captain Cook (Hawaï). De tuin van 6 hectare valt onder het bestuur van het Bishop Museum. De tuin is vernoemd naar Amy Greenwell (1921-1974), een Hawaïaanse botanica die de tuin na haar dood in 1974 naliet aan het Bishop Museum.
De tuin is per 31 januari 2016 gesloten in verband met de verkoop van de tuinen door het Bishop Museum.
De tuin richt zich op Hawaïaanse etnobotanie, de studie van de Hawaïaanse mensen en hun planten. In de tuin worden meer dan 200 plantensoorten gehouden die groeiden op de traditionele boerderijen en in de oorspronkelijke bossen van Kona op het eiland Hawaï voor de komst van James Cook naar Hawaï . Er groeien endemische planten, inheemse planten en planten die door de Polynesiërs zijn geïntroduceerd. Planten die er worden gehouden, zijn onder meer geïntroduceerde soorten als broodboom (Artocarpus altilis), papiermoerbei (Broussonetia papyrifera), taro (Colocasia esculenta) en zoete aardappel (Ipomoea batatas) en endemische en inheemse soorten als Brighamia insignis, Kokia cookei, Plectranthus parviflorus, Pouteria sandwicensis en Sesbania tomentosa. De planten zijn voorzien van bordjes die informatie verschaffen over botanische namen, Hawaïaanse namen, de plantenfamilie waartoe de soort behoort en het traditionele gebruik van de planten.
Er is een vlindertuin. Hierin wordt onder andere de inheemse vlindersoort Vanessa tameamea gehouden. Tevens beschikt de botanische tuin over een kwekerij. De daar gekweekte planten worden te koop aangeboden in de plantenwinkel.
De botanische tuin is aangesloten bij Center for Plant Conservation, een non-profit netwerk van meer dan dertig Amerikaanse botanische instituten, dat zich richt op de bescherming en het herstel van de inheemse flora van de Verenigde Staten. Tevens is de tuin lid van Botanic Gardens Conservation International, een non-profitorganisatie die botanische tuinen samen wil brengen in een wereldwijd samenwerkend netwerk om te komen tot het behoud van de biodiversiteit van planten.